# Młynary (gmina)
Młynary – gmina miejsko-wiejska w województwie warmińsko-mazurskim, w powiecie elbląskim. 
W latach 1975–1998 gmina położona była w województwie elbląskim.
Siedziba gminy to Młynary.
Według danych z 20 grudnia 2018 r. gminę zamieszkiwało 4456 osób. Natomiast według danych z 31 grudnia 2019 roku gminę zamieszkiwało 4406 osób.

## Struktura powierzchni
Według danych z roku 2002 gmina Młynary ma obszar 157,09 km², w tym:
- użytki rolne: 54%
- użytki leśne: 37%.

Gmina stanowi 10,98% powierzchni powiatu.

## Demografia

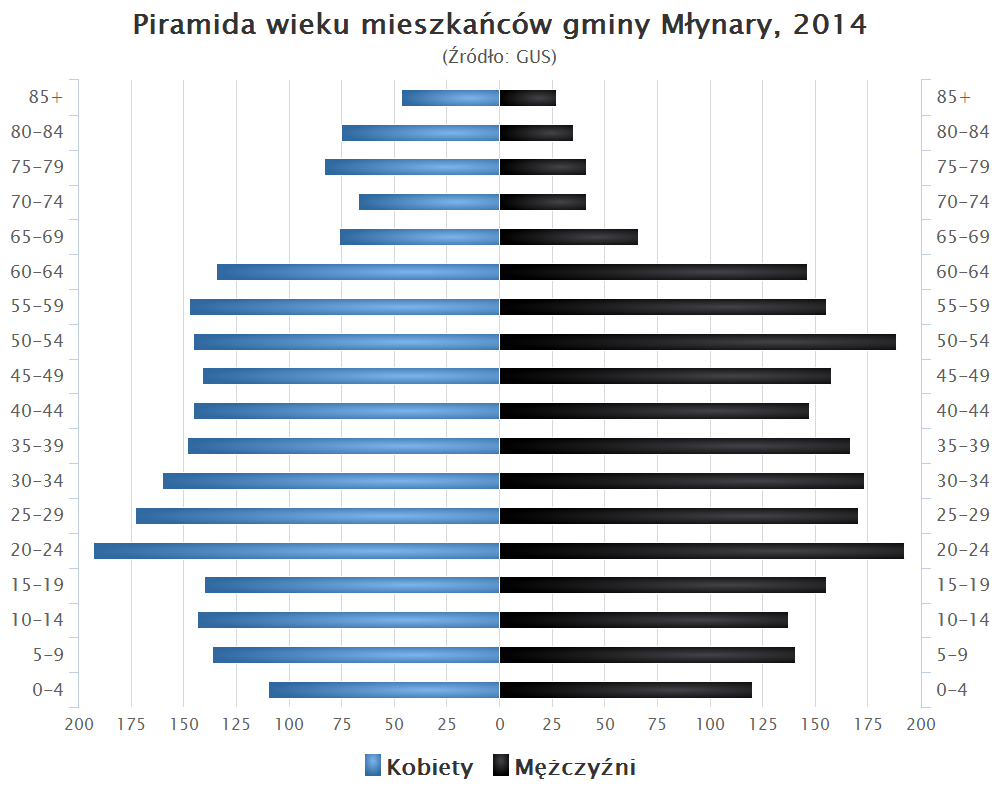
Piramida wieku mieszkańców gminy Młynary w 2014 roku

Dane z 30 czerwca 2004:
| Opis                              | Ogółem | Ogółem | Kobiety | Kobiety | Mężczyźni | Mężczyźni |
| --------------------------------- | ------ | ------ | ------- | ------- | --------- | --------- |
| jednostka                         | osób   | %      | osób    | %       | osób      | %         |
| populacja                         | 4594   | 100    | 2337    | 50,9    | 2257      | 49,1      |
| gęstość zaludnienia (mieszk./km²) | 29,2   | 29,2   | 14,9    | 14,9    | 14,4      | 14,4      |

## Miejscowości
Błudowo, Bronikowo, Broniszewo, Gardyny, Janiki Pasłęckie, Karszewo, Kobyliny, Krasinek, Kraskowo, Kurowo Braniewskie, Kwietnik, Mikołajki, Młynarska Wola, Myśliniec, Nowe Monasterzysko, Nowe Sadłuki, Ojcowa Wola, Olszówka, Płonne, Podgórze, Rucianka, Sąpy, Sokolnik, Stare Monasterzysko, Sucha, Warszewo, Włóczyska, Zastawno, Zaścianki.

## Sąsiednie gminy
Frombork, Milejewo, Pasłęk, Płoskinia, Tolkmicko, Wilczęta